# Enispe milvus
Enispe milvus är en fjärilsart som beskrevs av Otto Staudinger 1897. Enispe milvus ingår i släktet Enispe och familjen praktfjärilar. Inga underarter finns listade i Catalogue of Life.